# Chykie Brown
Chykie Brown (26 de diciembre de 1986 en Houston, Texas) es un jugador de fútbol americano que ocupa la posición de Esquinero y que milita en las filas de los Baltimore Ravens de la National Football League (NFL). Fue seleccionado por los Ravens en la quinta ronda del Draft de 2011 de la NFL. Jugó fútbol americano colegial para la Universidad de Texas.

## Carrera universitaria
Jugó en la Universidad de Texas.

## Carrera profesional
Brown fue seleccionado en la 5.ª ronda en el Draft de 2011 de la NFL por los Baltimore Ravens. En su temporada de novato jugó 7 partidos, pero ninguno como titular, logrando 4 tackleadas y un pase desviado.
En la temporada 2012 compitió en los 16 partidos como titular, llegando a 25 tackleadas y 6 pases desviados, con los Ravens logró ganar el Super Bowl XLVII contra los San Francisco 49ers por 31-34.